# Poinard
Poinard is een historisch Frans motorfietsmerk.
Poinard leverde van 1951 tot 1956 lichte motorfietsen met 123- tot 248 cc Aubier Dunne-motoren maar gebruikte ook blokken van Ydral en AMC.
De motorfietsen zouden gebouwd zijn bij Raynal, de fabrikant van BCR, hoewel dit merk al vanaf 1930 geen eigen motorfietsen meer had gemaakt. Ook productie door Raynal in Birmingham is echter niet logisch, hoewel dit laatste merk tot 1953 bestond, want daar werden uitsluitend de Britse Villiers-motorblokken ingebouwd.